# Daalmolen
De Daalmolen, ook Schaliemolen, Moulin al Xhaille of Silversteenmolen genoemd, is een watermolen op de Jeker in Lauw in de Belgische gemeente Tongeren-Borgloon. De molen bevindt zich aan de Daalmolenweg.
Vooraleer de molen bezit werd van prins-bisschop Hendrik III van Gelre in 1237 behoorde de molen toe aan Sint-Kruiskapittel van Luik. In 1288 schonk Jan van Vlaanderen de molen aan de abdij van Beaurepart.
Omstreeks 1630 werd de Daalmolen aangekocht door de familie Hermans. In 1759 kwam de molen door een huwelijk in handen van de familie Baillien die eveneens de naburige Hogemolen bezat.
Het huidige molengebouw dateert uit de 19e eeuw. In 1925 werd het houten rad vervangen door een metalen rad. De molen is niet beschermd maar staat wel op de inventaris van bouwkundig erfgoed.
- Inventaris van het Bouwkundig Erfgoed (Vlaanderen): 37481